# Maireana atkinsiana
Maireana atkinsiana là loài thực vật có hoa thuộc họ Dền. Loài này được (W. Fitzg.) Paul G. Wilson mô tả khoa học đầu tiên năm 1975.